# Hiệp hội bóng đá Singapore
Hiệp hội bóng đá Singapore (FAS) (tiếng Mã Lai: Persatuan Bola Sepak Singapura; tiếng Anh: Football Association of Singapore; tiếng Trung: 新加坡足球協會) là tổ chức quản lý, điều hành các hoạt động bóng đá ở Singapore. FAS quản lý đội tuyển bóng đá quốc gia Singapore, tổ chức các giải bóng đá như giải vô địch bóng đá Singapore, cúp bóng đá Singapore,.... FAS là thành viên của cả Liên đoàn bóng đá thế giới (FIFA), Liên đoàn bóng đá châu Á (AFC) và Liên đoàn bóng đá Đông Nam Á (AFF).
Chủ tịch của Hiệp hội bóng đá Singapore hiện nay là Ho Peng Kee.